# Liste des lignes de bus de Saint-Nazaire
Pour un article plus général, voir Transports en commun de Saint-Nazaire.
Les lignes de bus de Saint-Nazaire constituent une série de lignes du réseau exploitées par la Société des transports de l'agglomération nazairienne pour le réseau Ycéo, articulées autour de la ligne de bus à haut niveau de service Hélyce.

## Présentation
Le réseau Ycéo, complémentaire de la ligne de bus à haut niveau de service ouverte en 2012, se compose de quatre lignes régulières urbaines, remplacées en soirée et les dimanches et fêtes par une ligne unique, desservant Saint-Nazaire, Trignac, Montoir-de-Bretagne et Saint-André-des-Eaux, ainsi que de deux lignes complémentaires pour Saint-Nazaire et Trignac en semaine. Une cinquième ligne urbaine, co-gérée avec le réseau Lila Presqu'île, relie Saint-Nazaire à Pornichet et à La Baule-Escoublac.
Le service est complété par trois lignes périurbaines « Ty'bus », dont une co-gérée avec le réseau régional Aléop, pour les communes éloignées et peu peuplées de la CARENE, avec des véhicules de taille réduite adaptés à la fréquentation.
Il existe une navette de centre-ville nommée « Zenibus » depuis la rentrée 2010.

## Le réseau

### Lignes urbaines
| Ligne | Caractéristiques | Caractéristiques                                                                      | Caractéristiques                                                                      | Caractéristiques                                                                      | Caractéristiques                                                                      | Caractéristiques                                                                      | Caractéristiques                                                                      | Caractéristiques                                                                      | Caractéristiques                                                                      |
| U1    | Pôle d'échanges multimodal - Gare SNCF ⥋ Pré Hembert | Pôle d'échanges multimodal - Gare SNCF ⥋ Pré Hembert                                  | Pôle d'échanges multimodal - Gare SNCF ⥋ Pré Hembert                                  | Pôle d'échanges multimodal - Gare SNCF ⥋ Pré Hembert                                  | Pôle d'échanges multimodal - Gare SNCF ⥋ Pré Hembert                                  | Pôle d'échanges multimodal - Gare SNCF ⥋ Pré Hembert                                  | Pôle d'échanges multimodal - Gare SNCF ⥋ Pré Hembert                                  | Pôle d'échanges multimodal - Gare SNCF ⥋ Pré Hembert                                  | Pôle d'échanges multimodal - Gare SNCF ⥋ Pré Hembert                                  |
| ----- | --- | ------------------------------------------------------------------------------------- | ------------------------------------------------------------------------------------- | ------------------------------------------------------------------------------------- | ------------------------------------------------------------------------------------- | ------------------------------------------------------------------------------------- | ------------------------------------------------------------------------------------- | ------------------------------------------------------------------------------------- | ------------------------------------------------------------------------------------- |
| U1    | Ouverture / Fermeture 3 septembre 2012 / — | Longueur 10,1 km                                                                      | Durée 26 min                                                                          | Nb. d’arrêts 26                                                                       | Matériel Citelis 12 Citaro C2                                                         | Jours de fonctionnement L, Ma, Me, J, V, S                                            | Jour / Soir / Nuit / Fêtes O / N / N / N                                              | Voy. / an —                                                                           | Exploitant STRAN                                                                      |
| U1    | Desserte : - Ville et lieux desservis : Saint-Nazaire (Lycée Boulloche, Lycée hôtelier Sainte-Anne, Centre commercial, Université de Nantes - Site de Gavy, Clinique de l'Europe, ZAC Océanis, Rond-point Océanis, IUT, Hôpital d'Heinlex, CAT, Lycée professionnel d'Heinlex, Stade du Pré Hembert) - Gares et stations Hélyce desservies : Gare de Saint-Nazaire, Sunderland (à l'arrêt Miner), Plaisance Coubertin (à l'arrêt Plaisance Berlioz), Université, Polyclinique, Lérioux et Océanis (à l'arrêt Aprolis). |                                                                                       |                                                                                       |                                                                                       |                                                                                       |                                                                                       |                                                                                       |                                                                                       |                                                                                       |
| U1    | Autre : - Arrêts non accessibles aux UFR : Vecquerie-Vinçon. - Amplitude horaire : La ligne fonctionne du lundi au vendredi de 5 h 10 à 20 h 5 et le samedi de 7 h 5 à 20 h 5. - Date de dernière mise à jour : 2 mai 2020. |                                                                                       |                                                                                       |                                                                                       |                                                                                       |                                                                                       |                                                                                       |                                                                                       |                                                                                       |
| U1    | Dernière actualisation : — |                                                                                       |                                                                                       |                                                                                       |                                                                                       |                                                                                       |                                                                                       |                                                                                       |                                                                                       |
| U2    | Voltaire — Landettes ⥋ Le Grand Pez | Voltaire — Landettes ⥋ Le Grand Pez                                                   | Voltaire — Landettes ⥋ Le Grand Pez                                                   | Voltaire — Landettes ⥋ Le Grand Pez                                                   | Voltaire — Landettes ⥋ Le Grand Pez                                                   | Voltaire — Landettes ⥋ Le Grand Pez                                                   | Voltaire — Landettes ⥋ Le Grand Pez                                                   | Voltaire — Landettes ⥋ Le Grand Pez                                                   | Voltaire — Landettes ⥋ Le Grand Pez                                                   |
| U2    | Ouverture / Fermeture 3 septembre 2012 / — | Longueur 18,1 km                                                                      | Durée 54 min                                                                          | Nb. d’arrêts 47                                                                       | Matériel Citelis 12 Citaro C2                                                         | Jours de fonctionnement L, Ma, Me, J, V, S                                            | Jour / Soir / Nuit / Fêtes O / N / N / N                                              | Voy. / an —                                                                           | Exploitant STRAN                                                                      |
| U2    | Desserte : - Ville et lieux desservis : Saint-Nazaire (ESAT Marie Moreau, Lycée Boulloche, Collège Jean Moulin Théâtre, Cinéville, Centre commercial, Base sous-marine, Escal'Atlantic, Sous-Préfecture, Lycées Notre-Dame et Le Masle, Lycée expérimental, Hôtel de ville, Lycée-collège Saint-Louis, Parc paysager, Lycées A. Briand, Blancho et Ste-Anne, Stade et piscine Léo Lagrange, Centre commercial, ZAC Océanis, Rond-point Océanis, Saint-Marc-sur-Mer, Marché, Gymnase, Cimetière) - Gares et stations Hélyce desservies : Voltaire (à l'arrêt Voltaire - Landettes), Gare de Saint-Nazaire, Hôtel de Ville, Parc Paysager, Cité scolaire, Plaisance Coubertin et Océanis. |                                                                                       |                                                                                       |                                                                                       |                                                                                       |                                                                                       |                                                                                       |                                                                                       |                                                                                       |
| U2    | Autre : - Arrêts non accessibles aux UFR : André Chénier (vers Voltaire) et Villès Robert. - Amplitude horaire : La ligne fonctionne du lundi au vendredi de 5 h 55 à 19 h 20 et le samedi à partir de 7 h 5. - Date de dernière mise à jour : 2 mai 2020. |                                                                                       |                                                                                       |                                                                                       |                                                                                       |                                                                                       |                                                                                       |                                                                                       |                                                                                       |
| U2    | Dernière actualisation : — |                                                                                       |                                                                                       |                                                                                       |                                                                                       |                                                                                       |                                                                                       |                                                                                       |                                                                                       |
| U3    | Halles de Penhoët ⥋ Chemin de la Source | Halles de Penhoët ⥋ Chemin de la Source                                               | Halles de Penhoët ⥋ Chemin de la Source                                               | Halles de Penhoët ⥋ Chemin de la Source                                               | Halles de Penhoët ⥋ Chemin de la Source                                               | Halles de Penhoët ⥋ Chemin de la Source                                               | Halles de Penhoët ⥋ Chemin de la Source                                               | Halles de Penhoët ⥋ Chemin de la Source                                               | Halles de Penhoët ⥋ Chemin de la Source                                               |
| U3    | Ouverture / Fermeture 3 septembre 2012 / — | Longueur 19 km                                                                        | Durée 57 min                                                                          | Nb. d’arrêts 41                                                                       | Matériel Citelis 12 Citaro C2                                                         | Jours de fonctionnement L, Ma, Me, J, V, S                                            | Jour / Soir / Nuit / Fêtes O / N / N / N                                              | Voy. / an —                                                                           | Exploitant STRAN                                                                      |
| U3    | Desserte : - Villes et lieux desservis : Saint-Nazaire (Mairie annexe, Halles de Penhoët, Marché, Hôtel de ville, Lycée-collège Saint-Louis, Gymnase, Centre commercial, Université de Nantes - Site de Gavy, Saint-Marc-sur-Mer, Fort de l'Ève, Théâtre Jean Bart, Marché) et Trignac (Zone commerciale) - Gares et stations Hélyce desservies : Halles de Penhoët, Gare de La Croix-de-Méan, Certé, Herbins, Gare de Saint-Nazaire, Hôtel de ville et Université. |                                                                                       |                                                                                       |                                                                                       |                                                                                       |                                                                                       |                                                                                       |                                                                                       |                                                                                       |
| U3    | Autre : - Arrêts non accessibles aux UFR : Zola Abattoirs et Zola Stade et Vecquerie-Vinçon vers Penhoët. - Amplitude horaire : La ligne fonctionne du lundi au vendredi de 5 h 55 à 20 h et le samedi de 6 h 55 à 19 h 35. - Date de dernière mise à jour : 28 septembre 2022. |                                                                                       |                                                                                       |                                                                                       |                                                                                       |                                                                                       |                                                                                       |                                                                                       |                                                                                       |
| U3    | Dernière actualisation : — |                                                                                       |                                                                                       |                                                                                       |                                                                                       |                                                                                       |                                                                                       |                                                                                       |                                                                                       |
| U4    | Petit Maroc ⥋ Saint-André-des-Eaux — Chalands Fleuris | Petit Maroc ⥋ Saint-André-des-Eaux — Chalands Fleuris                                 | Petit Maroc ⥋ Saint-André-des-Eaux — Chalands Fleuris                                 | Petit Maroc ⥋ Saint-André-des-Eaux — Chalands Fleuris                                 | Petit Maroc ⥋ Saint-André-des-Eaux — Chalands Fleuris                                 | Petit Maroc ⥋ Saint-André-des-Eaux — Chalands Fleuris                                 | Petit Maroc ⥋ Saint-André-des-Eaux — Chalands Fleuris                                 | Petit Maroc ⥋ Saint-André-des-Eaux — Chalands Fleuris                                 | Petit Maroc ⥋ Saint-André-des-Eaux — Chalands Fleuris                                 |
| U4    | Ouverture / Fermeture 3 septembre 2012 / — | Longueur 17,7 km                                                                      | Durée 44 min                                                                          | Nb. d’arrêts 39                                                                       | Matériel Citelis 12 Citaro C2                                                         | Jours de fonctionnement L, Ma, Me, J, V, S                                            | Jour / Soir / Nuit / Fêtes O / N / N / N                                              | Voy. / an —                                                                           | Exploitant STRAN                                                                      |
| U4    | Desserte : - Villes et lieux desservis : Saint-Nazaire (Usine élévatoire, Port de Saint-Nazaire, Lycée de la Masle, Lycée expérimental, Cinéville, Centre commercial, Base sous-marine, Escal'Atlantic, Théâtre, Hôtel de ville, Médiathèque, Mairie annexe, Centre commercial Leclerc, Parc d'activités Brais-Pédras) et Saint-André-des-Eaux (Mairie, Cimetière) - Gares et stations Hélyce desservies : Soleil Levant, Boris Vian, Rue de la Paix et Hôtel de Ville. |                                                                                       |                                                                                       |                                                                                       |                                                                                       |                                                                                       |                                                                                       |                                                                                       |                                                                                       |
| U4    | Autre : - Arrêts non accessibles aux UFR : Marsain, Kerhins, Les Noëls, Renéguy, Ville Rouello et Petit Jardins. - Amplitude horaire : La ligne fonctionne du lundi au vendredi de 5 h 25 à 20 h 40 et le samedi de 6 h 55 à 20 h. - Date de dernière mise à jour : 28 septembre 2022. |                                                                                       |                                                                                       |                                                                                       |                                                                                       |                                                                                       |                                                                                       |                                                                                       |                                                                                       |
| U4    | Dernière actualisation : — |                                                                                       |                                                                                       |                                                                                       |                                                                                       |                                                                                       |                                                                                       |                                                                                       |                                                                                       |
| L13   | Cité Sanitaire ⥋ Gare de la Baule / Le Guézy (selon les services) | Cité Sanitaire ⥋ Gare de la Baule / Le Guézy (selon les services)                     | Cité Sanitaire ⥋ Gare de la Baule / Le Guézy (selon les services)                     | Cité Sanitaire ⥋ Gare de la Baule / Le Guézy (selon les services)                     | Cité Sanitaire ⥋ Gare de la Baule / Le Guézy (selon les services)                     | Cité Sanitaire ⥋ Gare de la Baule / Le Guézy (selon les services)                     | Cité Sanitaire ⥋ Gare de la Baule / Le Guézy (selon les services)                     | Cité Sanitaire ⥋ Gare de la Baule / Le Guézy (selon les services)                     | Cité Sanitaire ⥋ Gare de la Baule / Le Guézy (selon les services)                     |
| L13   | Ouverture / Fermeture 4 septembre 2017 / — | Longueur 15,5 / 11,3 km                                                               | Durée 30 à 40 min                                                                     | Nb. d’arrêts 23/30                                                                    | Matériel Lion's City                                                                  | Jours de fonctionnement L, Ma, Me, J, V, S, D                                         | Jour / Soir / Nuit / Fêtes O / N / N / O                                              | Voy. / an —                                                                           | Exploitant Keolis Atlantique                                                          |
| L13   | Desserte : - Villes et lieux desservis : La Baule-Escoublac (Lycée-collège de Grand-Air), Pornichet (Hôtel de ville, Halles, Marché, Tennis) et Saint-Nazaire (ZAC Océanis, IUT, Lycée professionnel d'Heinlex, Stade du Pré Hembert, Cité Sanitaire) - Gares et stations Hélyce desservies : Cité Sanitaire, Bouletterie, Heinlex, Océanis et Gare de Pornichet et Gare de La Baule-Escoublac |                                                                                       |                                                                                       |                                                                                       |                                                                                       |                                                                                       |                                                                                       |                                                                                       |                                                                                       |
| L13   | Autre : - Arrêts non accessibles aux UFR : Le Guézy et Caillaud. - Particularités : La ligne fonctionne du lundi au vendredi de 5 h 40 à 20 h 40, le samedi de 7 h 35 à 20 h 35 et les dimanches et fêtes de 8 h 50 à 18 h 35. En semaine, certains services sont limités au quartier du Guézy et ne desservent pas la gare de La Baule. - Modification le 4 septembre 2017 : La ligne mutualisée L13 naît de la fusion de la ligne T1 et de la ligne 3 du réseau Lila Presqu'île et est confiée au Syndicat mixte des transports de la Presqu'île de Guérande, - Date de dernière mise à jour : 28 septembre 2022.                                                                     |                                                                                       |                                                                                       |                                                                                       |                                                                                       |                                                                                       |                                                                                       |                                                                                       |                                                                                       |
| L13   | Dernière actualisation : — |                                                                                       |                                                                                       |                                                                                       |                                                                                       |                                                                                       |                                                                                       |                                                                                       |                                                                                       |
| C1    | Pôle d'échanges multimodal - Gare SNCF ⥋ Mairie de Trignac | Pôle d'échanges multimodal - Gare SNCF ⥋ Mairie de Trignac                            | Pôle d'échanges multimodal - Gare SNCF ⥋ Mairie de Trignac                            | Pôle d'échanges multimodal - Gare SNCF ⥋ Mairie de Trignac                            | Pôle d'échanges multimodal - Gare SNCF ⥋ Mairie de Trignac                            | Pôle d'échanges multimodal - Gare SNCF ⥋ Mairie de Trignac                            | Pôle d'échanges multimodal - Gare SNCF ⥋ Mairie de Trignac                            | Pôle d'échanges multimodal - Gare SNCF ⥋ Mairie de Trignac                            | Pôle d'échanges multimodal - Gare SNCF ⥋ Mairie de Trignac                            |
| C1    | Ouverture / Fermeture 3 septembre 2012 / — | Longueur 11,7 km                                                                      | Durée 23 min                                                                          | Nb. d’arrêts 24                                                                       | Matériel Citelis 12 Citaro C2 Aptineo LE                                              | Jours de fonctionnement L, Ma, Me, J, V, S                                            | Jour / Soir / Nuit / Fêtes O / N / N / N                                              | Voy. / an —                                                                           | Exploitant STRAN                                                                      |
| C1    | Desserte : - Villes et lieux desservis : Saint-Nazaire et Trignac (Zone commerciale, Bert, Mairie) - Gares et stations Hélyce desservies : Gare de Saint-Nazaire, Herbins, Grandchamps, Commune de Paris, J.M. Perret, Certé, Édouard Herriot et Mairie de Trignac. |                                                                                       |                                                                                       |                                                                                       |                                                                                       |                                                                                       |                                                                                       |                                                                                       |                                                                                       |
| C1    | Autre : - Arrêts non accessibles aux UFR : — - Particularités : La ligne fonctionne du lundi au vendredi de 7 h à 18 h 40 et le samedi de 8 h 5 à 18 h 45, en complément des autres lignes desservant Trignac tout en desservant le quartier de Bert. - Date de dernière mise à jour : 13 juillet 2022. |                                                                                       |                                                                                       |                                                                                       |                                                                                       |                                                                                       |                                                                                       |                                                                                       |                                                                                       |
| C1    | Dernière actualisation : — |                                                                                       |                                                                                       |                                                                                       |                                                                                       |                                                                                       |                                                                                       |                                                                                       |                                                                                       |
| C2    | Pôle d'échanges multimodal - Gare SNCF ⥋ Trévelan (Bois de Brais à certains services) | Pôle d'échanges multimodal - Gare SNCF ⥋ Trévelan (Bois de Brais à certains services) | Pôle d'échanges multimodal - Gare SNCF ⥋ Trévelan (Bois de Brais à certains services) | Pôle d'échanges multimodal - Gare SNCF ⥋ Trévelan (Bois de Brais à certains services) | Pôle d'échanges multimodal - Gare SNCF ⥋ Trévelan (Bois de Brais à certains services) | Pôle d'échanges multimodal - Gare SNCF ⥋ Trévelan (Bois de Brais à certains services) | Pôle d'échanges multimodal - Gare SNCF ⥋ Trévelan (Bois de Brais à certains services) | Pôle d'échanges multimodal - Gare SNCF ⥋ Trévelan (Bois de Brais à certains services) | Pôle d'échanges multimodal - Gare SNCF ⥋ Trévelan (Bois de Brais à certains services) |
| C2    | Ouverture / Fermeture 3 septembre 2018 / — | Longueur 8,8 (10,9) km                                                                | Durée 20 (25) min                                                                     | Nb. d’arrêts 19 (22)                                                                  | Matériel Aptineo LE Mobi LE NovoCiti Life                                             | Jours de fonctionnement L, Ma, Me, J, V, S                                            | Jour / Soir / Nuit / Fêtes O / N / N / N                                              | Voy. / an —                                                                           | Exploitant STRAN Keolis Atlantique                                                    |
| C2    | Desserte : - Ville et lieux desservis : Saint-Nazaire - Gares et stations Hélyce desservies : Gare de Saint-Nazaire. |                                                                                       |                                                                                       |                                                                                       |                                                                                       |                                                                                       |                                                                                       |                                                                                       |                                                                                       |
| C2    | Autre : - Arrêts non accessibles aux UFR : — - Particularités : La ligne fonctionne du lundi au vendredi de 7 h 5 à 19 h 35 et le samedi de 7 h 20 à 19 h 40. Du lundi au vendredi, certains services sont prolongés jusqu'à Bois de Brais. - Date de dernière mise à jour : 16 juin 2022. |                                                                                       |                                                                                       |                                                                                       |                                                                                       |                                                                                       |                                                                                       |                                                                                       |                                                                                       |
| C2    | Dernière actualisation : — |                                                                                       |                                                                                       |                                                                                       |                                                                                       |                                                                                       |                                                                                       |                                                                                       |                                                                                       |
| S/D   | Soir/Dimanche | Soir/Dimanche                                                                         | Soir/Dimanche                                                                         | Soir/Dimanche                                                                         | Soir/Dimanche                                                                         | Soir/Dimanche                                                                         | Soir/Dimanche                                                                         | Soir/Dimanche                                                                         | Soir/Dimanche                                                                         |
| S/D   | (Circulaire) Pôle d'échanges multimodal - Gare SNCF ⥋ via les quartiers de Saint-Nazaire |                                                                                       |                                                                                       |                                                                                       |                                                                                       |                                                                                       |                                                                                       |                                                                                       |                                                                                       |
| S/D   | Ouverture / Fermeture 3 septembre 2012 / — | Longueur 22,5 km                                                                      | Durée 64 min                                                                          | Nb. d’arrêts 58                                                                       | Matériel Citaro C2                                                                    | Jours de fonctionnement L, Ma, Me, J, V, S, D                                         | Jour / Soir / Nuit / Fêtes O / O / N / O                                              | Voy. / an —                                                                           | Exploitant STRAN                                                                      |
| S/D   | Desserte : - Villes et lieux desservis : Saint-Nazaire (Desserte de l'ensemble des quartiers de la ville) - Gares et stations Hélyce desservies : Gare de Saint-Nazaire, Sunderland (à l'arrêt Miner), Plaisance Coubertin (à l'arrêt Plaisance Berlioz), Océanis, Université et République. |                                                                                       |                                                                                       |                                                                                       |                                                                                       |                                                                                       |                                                                                       |                                                                                       |                                                                                       |
| S/D   | Autre : - Arrêts non accessibles aux UFR : Vecquerie-Vinçon et André Chénier. - Particularités : La ligne fonctionne du lundi au vendredi en soirée de 19 h 25 à 22 h 55 et les dimanches et fêtes de 7 h 50 à 22 h 35. Les premiers et derniers services ne circulent qu'entre Gare SNCF et Dumont d'Urville. - Date de dernière mise à jour : 2 mai 2020. |                                                                                       |                                                                                       |                                                                                       |                                                                                       |                                                                                       |                                                                                       |                                                                                       |                                                                                       |
| S/D   | Dernière actualisation : — |                                                                                       |                                                                                       |                                                                                       |                                                                                       |                                                                                       |                                                                                       |                                                                                       |                                                                                       |

### Lignes Ty'Bus
| Ligne | Caractéristiques | Caractéristiques                                                                                     | Caractéristiques                                                                                     | Caractéristiques                                                                                     | Caractéristiques                                                                                     | Caractéristiques                                                                                     | Caractéristiques                                                                                     | Caractéristiques                                                                                     | Caractéristiques                                                                                     |
| T3    | Pôle d'échanges multimodal - Gare SNCF ⥋ La Chapelle-des-Marais — Mayun | Pôle d'échanges multimodal - Gare SNCF ⥋ La Chapelle-des-Marais — Mayun                              | Pôle d'échanges multimodal - Gare SNCF ⥋ La Chapelle-des-Marais — Mayun                              | Pôle d'échanges multimodal - Gare SNCF ⥋ La Chapelle-des-Marais — Mayun                              | Pôle d'échanges multimodal - Gare SNCF ⥋ La Chapelle-des-Marais — Mayun                              | Pôle d'échanges multimodal - Gare SNCF ⥋ La Chapelle-des-Marais — Mayun                              | Pôle d'échanges multimodal - Gare SNCF ⥋ La Chapelle-des-Marais — Mayun                              | Pôle d'échanges multimodal - Gare SNCF ⥋ La Chapelle-des-Marais — Mayun                              | Pôle d'échanges multimodal - Gare SNCF ⥋ La Chapelle-des-Marais — Mayun                              |
| ----- | --- | --- | --- | --- | --- | --- | --- | --- | --- |
| T3    | Ouverture / Fermeture 3 septembre 2012 / — | Longueur 26,3 km                                                                                     | Durée —                                                                                              | Nb. d’arrêts 40                                                                                      | Matériel GX 137                                                                                      | Jours de fonctionnement L, Ma, Me, J, V, S                                                           | Jour / Soir / Nuit / Fêtes O / N / N / N                                                             | Voy. / an —                                                                                          | Exploitant STRAN                                                                                     |
| T3    | Desserte : - Villes et lieux desservis : Saint-Nazaire, Trignac (Zone commerciale), Montoir-de-Bretagne, Saint-Malo-de-Guersac (Mairie, Centre médico-social), Saint-Joachim (Mairie) et La Chapelle-des-Marais (Complexe sportif, Mairie, Zone d'activités des Perrières) - Gares et stations Hélyce desservies : Gare de Saint-Nazaire, Herbins, Grandchamps, Grand Large, Édouard Herriot et Albert Schweitzer. | | | | | | | | |
| T3    | Autre : - Arrêts non accessibles aux UFR : Aignac, La Clairvaux, Le Lony, Camerun, La Martinais, Vieille Saulze, La Jaunaie, Le Gué de Camer, Écluses, Cimetière, Coué du Marais, Petit Marais, La Croix Gournat, Ranretz et Mayun. - Particularités : La ligne fonctionne du lundi au vendredi de 5 h 43 à 20 h 14 et le samedi de 7 h 56 à 20 h 40. À certains services, la ligne ne dessert pas l'arrêt ZA Perrières. - Date de dernière mise à jour : 13 juillet 2022.                                              | | | | | | | | |
| T3    | Dernière actualisation : — | | | | | | | | |
| T4    | Pôle d'échanges multimodal - Gare SNCF ⥋ Gare de Donges | Pôle d'échanges multimodal - Gare SNCF ⥋ Gare de Donges                                              | Pôle d'échanges multimodal - Gare SNCF ⥋ Gare de Donges                                              | Pôle d'échanges multimodal - Gare SNCF ⥋ Gare de Donges                                              | Pôle d'échanges multimodal - Gare SNCF ⥋ Gare de Donges                                              | Pôle d'échanges multimodal - Gare SNCF ⥋ Gare de Donges                                              | Pôle d'échanges multimodal - Gare SNCF ⥋ Gare de Donges                                              | Pôle d'échanges multimodal - Gare SNCF ⥋ Gare de Donges                                              | Pôle d'échanges multimodal - Gare SNCF ⥋ Gare de Donges                                              |
| T4    | Ouverture / Fermeture 3 septembre 2012 / — | Longueur —                                                                                           | Durée —                                                                                              | Nb. d’arrêts 30                                                                                      | Matériel GX 137 Aptineo LE Mobi LE NovoCiti Life                                                     | Jours de fonctionnement L, Ma, Me, J, V, S                                                           | Jour / Soir / Nuit / Fêtes O / N / N / N                                                             | Voy. / an —                                                                                          | Exploitant STRAN Transports T Keolis Atlantique                                                      |
| T4    | Desserte : - Villes et lieux desservis : Saint-Nazaire, Trignac (Zone commerciale), Montoir-de-Bretagne (Parc vélo, Centre médical, Marché, Hôtel de ville) et Donges (Hôtel de ville, Raffinerie, Hôpital Local, Espace Neptune) - Gares et stations Hélyce desservies : Gare de Saint-Nazaire, Herbins, Grandchamps, Grand Large, Édouard Herriot, Albert Schweitzer, Place du Général de Gaulle, L'Ormois et gare de Donges.                                                                                         | | | | | | | | |
| T4    | Autre : - Arrêts non accessibles aux UFR : tous, sauf Gare SNCF Saint-Nazaire, Herbins, Roselière, Grand Large, Édouard Herriot, Albert Schweitzer, Place du Général de Gaulle, Montoir Centre, Île-de-France vers Saint-Nazaire et Montoir l'Ormois. - Particularités : La ligne fonctionne du lundi au vendredi de 5 h 50 à 20 h 40 et le samedi de 7 h à 20 h 35. - Date de dernière mise à jour : 9 octobre 2022.                                                                                                   | | | | | | | | |
| T4    | Dernière actualisation : — | | | | | | | | |
| T5    | Pôle d'échanges multimodal - Gare SNCF ⥋ Besné — ZA Harrois (Donges — La Guesne à certains services) | Pôle d'échanges multimodal - Gare SNCF ⥋ Besné — ZA Harrois (Donges — La Guesne à certains services) | Pôle d'échanges multimodal - Gare SNCF ⥋ Besné — ZA Harrois (Donges — La Guesne à certains services) | Pôle d'échanges multimodal - Gare SNCF ⥋ Besné — ZA Harrois (Donges — La Guesne à certains services) | Pôle d'échanges multimodal - Gare SNCF ⥋ Besné — ZA Harrois (Donges — La Guesne à certains services) | Pôle d'échanges multimodal - Gare SNCF ⥋ Besné — ZA Harrois (Donges — La Guesne à certains services) | Pôle d'échanges multimodal - Gare SNCF ⥋ Besné — ZA Harrois (Donges — La Guesne à certains services) | Pôle d'échanges multimodal - Gare SNCF ⥋ Besné — ZA Harrois (Donges — La Guesne à certains services) | Pôle d'échanges multimodal - Gare SNCF ⥋ Besné — ZA Harrois (Donges — La Guesne à certains services) |
| T5    | Ouverture / Fermeture 3 septembre 2012 / — | Longueur —                                                                                           | Durée —                                                                                              | Nb. d’arrêts 15 (11)                                                                                 | Matériel Crafter Intouro Crossway Crossway LE S416 LE Business Sprinter                              | Jours de fonctionnement L, Ma, Me, J, V, S                                                           | Jour / Soir / Nuit / Fêtes O / N / N / N                                                             | Voy. / an —                                                                                          | Exploitant Keolis Atlantique CTM                                                                     |
| T5    | Desserte : - Villes et lieux desservis : Saint-Nazaire, Trignac (Zone commerciale), Donges, Besné (Mairie, Zone d'activités des Harrois) - Gares et stations Hélyce desservies : Gare de Saint-Nazaire, Herbins, Grandchamps, Grand Large et Édouard Herriot. | | | | | | | | |
| T5    | Autre : - Arrêts non accessibles aux UFR : Six Crois, La Pommeraie, Ker David Hélé, Besné Centre et Z.A Harrois. - Particularités : La ligne fonctionne du lundi au samedi de 6 h 48 à 19 h 55. La ligne T5 est une ligne mutualisée entre les réseaux Ycéo et Aléop qui se prolonge sur le réseau régional jusqu'à Missillac (T5-1), Redon (T5-2) ou Guenrouët (T5-3) selon les services. Certains services ne desservent pas Besné et passent par la route de Crossac. - Date de dernière mise à jour : 12 mars 2024. | | | | | | | | |
| T5    | Dernière actualisation : — | | | | | | | | |

### Autres lignes
| Ligne | Caractéristiques | Caractéristiques                                                               | Caractéristiques                                                               | Caractéristiques                                                               | Caractéristiques                                                               | Caractéristiques                                                               | Caractéristiques                                                               | Caractéristiques                                                               | Caractéristiques                                                               |
| ZB    | ZeniBUS — Navette centre-ville gratuite | ZeniBUS — Navette centre-ville gratuite                                        | ZeniBUS — Navette centre-ville gratuite                                        | ZeniBUS — Navette centre-ville gratuite                                        | ZeniBUS — Navette centre-ville gratuite                                        | ZeniBUS — Navette centre-ville gratuite                                        | ZeniBUS — Navette centre-ville gratuite                                        | ZeniBUS — Navette centre-ville gratuite                                        | ZeniBUS — Navette centre-ville gratuite                                        |
| ZB    | Hôtel de ville (Les Halles les dimanches et jours fériés) ⥋ Parking du Théâtre | Hôtel de ville (Les Halles les dimanches et jours fériés) ⥋ Parking du Théâtre | Hôtel de ville (Les Halles les dimanches et jours fériés) ⥋ Parking du Théâtre | Hôtel de ville (Les Halles les dimanches et jours fériés) ⥋ Parking du Théâtre | Hôtel de ville (Les Halles les dimanches et jours fériés) ⥋ Parking du Théâtre | Hôtel de ville (Les Halles les dimanches et jours fériés) ⥋ Parking du Théâtre | Hôtel de ville (Les Halles les dimanches et jours fériés) ⥋ Parking du Théâtre | Hôtel de ville (Les Halles les dimanches et jours fériés) ⥋ Parking du Théâtre | Hôtel de ville (Les Halles les dimanches et jours fériés) ⥋ Parking du Théâtre |
| ----- | --- | ------------------------------------------------------------------------------ | ------------------------------------------------------------------------------ | ------------------------------------------------------------------------------ | ------------------------------------------------------------------------------ | ------------------------------------------------------------------------------ | ------------------------------------------------------------------------------ | ------------------------------------------------------------------------------ | ------------------------------------------------------------------------------ |
| ZB    | Ouverture / Fermeture 1er octobre 2010 / — | Longueur —                                                                     | Durée 10 (7) min                                                               | Nb. d’arrêts 9 (7)                                                             | Matériel Noventis 420                                                          | Jours de fonctionnement L, Ma, Me, J, V, S, D                                  | Jour / Soir / Nuit / Fêtes O / N / N / O                                       | Voy. / an —                                                                    | Exploitant STRAN                                                               |
| ZB    | Desserte : - Villes et lieux desservis : Centre-ville de Saint-Nazaire (Hôtel de ville, Tribunal, Les Halles, Parc des Halles, Le Paquebot, Place des martyrs de la résistance, Square Delzieux, Cinéville, Esplanade des Antilles, Base sous-marine, Escal'Atlantic, Théâtre Simone Veil) - Station Hélyce desservie : Hôtel de Ville. |                                                                                |                                                                                |                                                                                |                                                                                |                                                                                |                                                                                |                                                                                |                                                                                |
| ZB    | Autre : - Arrêts non accessibles aux UFR : — - Particularités : - la ligne fonctionne du lundi au vendredi de 8 h 40 à 20 h, le samedi jusqu'à 19 h 30 et les dimanches et fêtes de 9 h à 13 h 20 ; - cette navette gratuite dessert les cinq parkings du centre-ville ; - avant octobre 2010, cette ligne s'appelait la « Navette Ville-Port ». Les dimanches et fêtes, la ligne ne dessert pas l'hôtel de ville. - Date de dernière mise à jour : 2 mai 2020. |                                                                                |                                                                                |                                                                                |                                                                                |                                                                                |                                                                                |                                                                                |                                                                                |
| ZB    | Dernière actualisation : — |                                                                                |                                                                                |                                                                                |                                                                                |                                                                                |                                                                                |                                                                                |                                                                                |
| SPP   | Spécial Prézégat | Spécial Prézégat                                                               | Spécial Prézégat                                                               | Spécial Prézégat                                                               | Spécial Prézégat                                                               | Spécial Prézégat                                                               | Spécial Prézégat                                                               | Spécial Prézégat                                                               | Spécial Prézégat                                                               |
| SPP   | Raoul Dufy ⥋ Les Halles |                                                                                |                                                                                |                                                                                |                                                                                |                                                                                |                                                                                |                                                                                |                                                                                |
| SPP   | Ouverture / Fermeture — / — | Longueur —                                                                     | Durée —                                                                        | Nb. d’arrêts 7                                                                 | Matériel —                                                                     | Jours de fonctionnement D                                                      | Jour / Soir / Nuit / Fêtes O / N / N / O                                       | Voy. / an —                                                                    | Exploitant STRAN                                                               |
| SPP   | Desserte : - Villes et lieux desservis : Centre-ville de Saint-Nazaire (Gare SNCF, Les Halles, Parc des Halles) - Gares et stations Hélyce desservies : Herbins et Gare de Saint-Nazaire. |                                                                                |                                                                                |                                                                                |                                                                                |                                                                                |                                                                                |                                                                                |                                                                                |
| SPP   | Autre : - Arrêts non accessibles aux UFR : Les Halles. - Particularités : la ligne ne fonctionne que les dimanches et les jours fériés à raison de cinq allers-retours par jour afin de desservir le quartier de Prézégat, en l'absence de toute autre desserte régulière ces jours là. - Date de dernière mise à jour : 28 septembre 2022. |                                                                                |                                                                                |                                                                                |                                                                                |                                                                                |                                                                                |                                                                                |                                                                                |
| SPP   | Dernière actualisation : — |                                                                                |                                                                                |                                                                                |                                                                                |                                                                                |                                                                                |                                                                                |                                                                                |

### Navette estivale
| Ligne | Caractéristiques | Caractéristiques                 | Caractéristiques                 | Caractéristiques                 | Caractéristiques                 | Caractéristiques                 | Caractéristiques                         | Caractéristiques                 | Caractéristiques                 |
| NP    | Navette des Plages | Navette des Plages               | Navette des Plages               | Navette des Plages               | Navette des Plages               | Navette des Plages               | Navette des Plages                       | Navette des Plages               | Navette des Plages               |
| NP    | Université ⥋ Chemin de la Source | Université ⥋ Chemin de la Source | Université ⥋ Chemin de la Source | Université ⥋ Chemin de la Source | Université ⥋ Chemin de la Source | Université ⥋ Chemin de la Source | Université ⥋ Chemin de la Source         | Université ⥋ Chemin de la Source | Université ⥋ Chemin de la Source |
| ----- | --- | -------------------------------- | -------------------------------- | -------------------------------- | -------------------------------- | -------------------------------- | ---------------------------------------- | -------------------------------- | -------------------------------- |
| NP    | Ouverture / Fermeture — / — | Longueur —                       | Durée —                          | Nb. d’arrêts 7                   | Matériel Citaro C2               | Jours de fonctionnement D        | Jour / Soir / Nuit / Fêtes O / N / N / O | Voy. / an —                      | Exploitant STRAN                 |
| NP    | Desserte : - Villes et lieux desservis : Saint-Nazaire (Université de Nantes - Site de Gavy, Plages de Saint-Marc-sur-Mer, Fort de l'Ève) - Station Hélyce desservie : Université.                         |                                  |                                  |                                  |                                  |                                  |                                          |                                  |                                  |
| NP    | Autre : - Arrêts non accessibles aux UFR : — - Particularités : Ne fonctionne qu'en été, les dimanches et fêtes uniquement par le trajet de la ligne U3. - Date de dernière mise à jour : 13 juillet 2022. |                                  |                                  |                                  |                                  |                                  |                                          |                                  |                                  |
| NP    | Dernière actualisation : — |                                  |                                  |                                  |                                  |                                  |                                          |                                  |                                  |